# Lady Washington (Schiff, 1989)
Die Lady Washington ist eine hölzerne zweimastige Replik des gleichnamigen Schiffes von 1780. Das Schiff ist seit dem Jahr 2007 in die Liste der Nationalen Symbole des Bundesstaates Washington eingetragen. Sie wird in vielen bekannten Filmen als Requisite eingesetzt.

## Geschichte

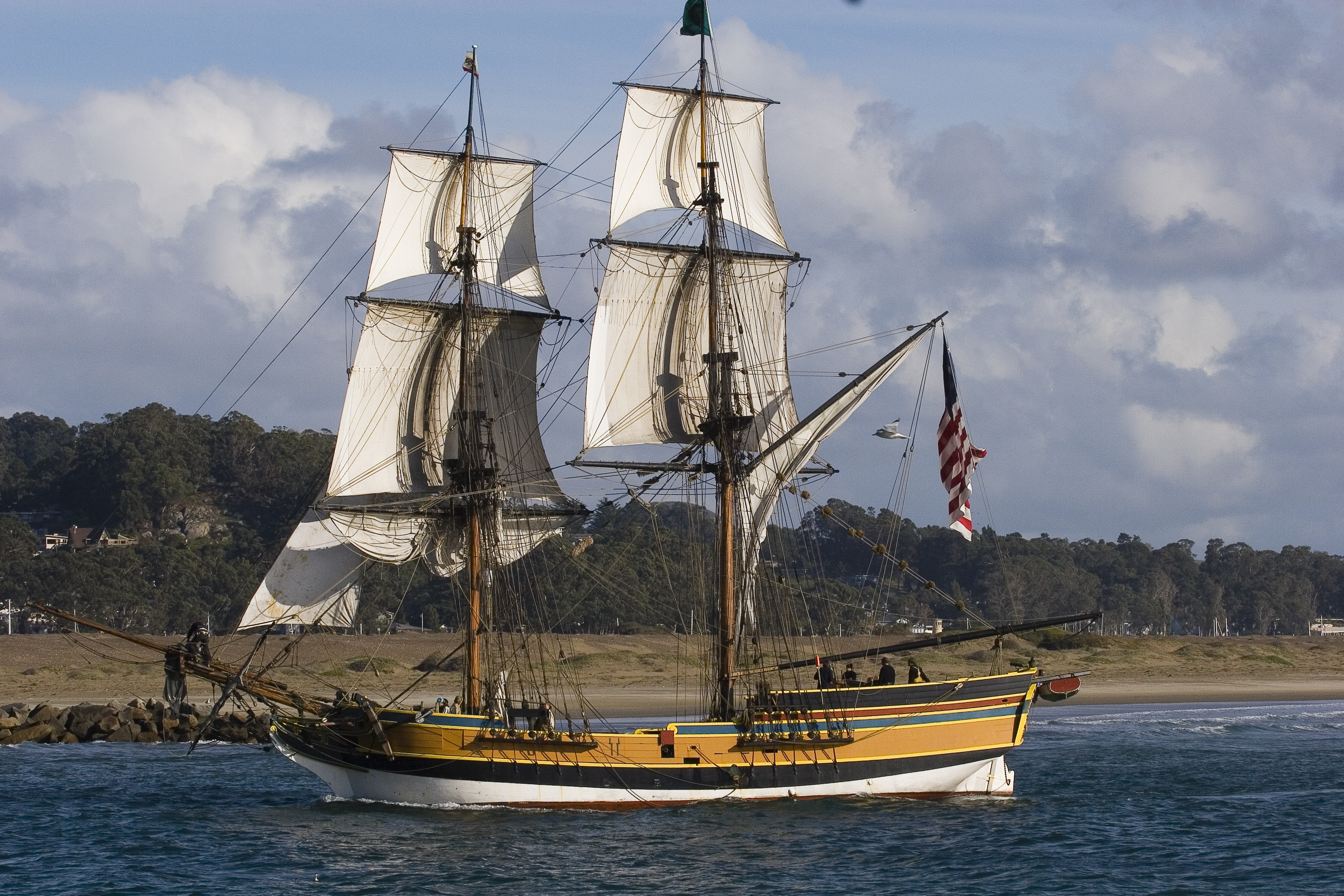
Lady Washington in der Morro Bay in California

Das Schiff wurde 1987 in Aberdeen im Auftrag des Betreibers, der Grays Harbor Historical Seaport Authority, auf Kiel gelegt und unter Leitung des Schiffbauers Richard Miles nach Entwürfen von Ray Wallace gebaut. Der Bauort liegt am Grays Harbor, einem Ästuar am Pazifik, der nach Robert Gray benannt wurde. Gray, ehemaliger Kapitän der ursprünglichen Lady Washington, entdeckte diesen Bereich, nachdem er mit dem damaligen Kapitän der Columbia die Schiffe getauscht hatte. Am 7. März 1989 wurde das Schiff im Rahmen der „Washington State Centennial Celebrations“ in den Wishkah River vom Stapel gelassen. Die Galionsfigur wurde durch Bob McCausland geschnitzt.
Die „Grays Harbor Historical Seaport Authority“ setzt die Lady Washington von Beginn ihrer Indienststellung sowohl zur Vermittlung der Geschichte der Seefahrt, des sogenannten „Sailtraining“ und der Bewahrung alter Schifffahrtstechniken ein, aber auch zur Repräsentation des Staates Washington ein. Ihre Reisen führten sie hierbei bis nach Kanada und Kalifornien. Im Jahr 1991 wurde das Schiff das erste Mal als Requisite in einem Film, hier als Enterprise in Star Trek: Treffen der Generationen, eingesetzt. Im selben Jahr führte man zum ersten Mal einen Schaukampf gegen die Hawaiian Chieftain, ein Schiff, das heute ebenfalls durch die „Grays Harbor Historical Seaport Authority“ betrieben wird. Inzwischen wurde die Lady Washington in weitere Filmprojekte eingebunden. So diente sie als Datenbasis für die RLS Legacy im Animationsfilm Der Schatzplanet, war aber auch als Passagierschiff in The Great American West oder als Interceptor in Fluch der Karibik zu sehen. Sie tauchte als The Jolly Roger in Once Upon a Time – Es war einmal… oder ohne Namen in der Miniserie Blackbeard auf. Ebenso ist sie im Musikvideo zu „Can’t Hold Us“ der Rapper Macklemore und Ryan Lewis zu sehen.
Ein repräsentativer Höhepunkt war die Teilnahme an einer Heilzeremonie am Clayoquot Sound auf Vancouver Island, die gemeinsam durch Mitglieder der Tla-o-qui-aht First Nation und Nachkommen von Robert Gray vorgenommen wurde. Gray hatte auf seinen Reisen ein Dorf der Ureinwohner zerstören lassen, für diese Tat baten seine Nachkommen nach 214 Jahren um Entschuldigung.

## Technische Beschreibung
Der aus Douglasie hergestellte Rumpf hat eine Kielwasserlinie von 72 ft (21,95 m) und eine Länge über Deck von 67 ft (20,42 m). Über alles ist das Schiff 112 ft (34,14 m) lang, an seiner breitesten Stelle 22 ft (6,71 m). Bei einem Tiefgang von 11 ft (3,35 m) verdrängt das Schiff 210 t.
Es ist als Brigg getakelt, die höchste Maststelle liegt bei 89 ft (27,13 m). An den beiden Masten kann eine Segelfläche von insgesamt 4.442 ft² (413 m²) erreicht werden. Sie führt eine Bewaffnung in Form von zwei Dreipfünder-Kanonen sowie zwei Drehbassen am Achterschiff.